# Lijst van secretarissen-generaal van een Nederlands ministerie
Dit is een lijst van alle secretarissen-generaal van een Nederlands ministerie, de hoogste ambtenaar op een Nederlands ministerie. De lijsten zijn niet uitputtend, vooral waar het de negentiende eeuw betreft.

## Buitenlandse Zaken
| Buitenlandse Zaken (...)                  | Buitenlandse Zaken (...) | Buitenlandse Zaken (...) | Buitenlandse Zaken (...)                                                                    |
| Naam                                      | Start                    | Einde                    | Opmerkingen                                                                                 |
| ----------------------------------------- | ------------------------ | ------------------------ | ------------------------------------------------------------------------------------------- |
| D. Delprat                                | 1810                     | 1811                     | vervulde tevens een vergelijkbare positie rond 1798 onder secretaris van staat Van der Goes |
| ...                                       |                          |                          |                                                                                             |
| J.Z. Mazel                                | 1841                     | 1863                     |                                                                                             |
| mr. A. Uijttenhoven                       | 1863                     | 1866                     |                                                                                             |
| mr. C. 1e Clercq                          | 1866                     | 1874                     |                                                                                             |
| mr. G .J .E.E. Zilcken                    | 1874                     | 1895                     |                                                                                             |
| mr. W.A.P. Verkerk Pistorius              | 1895                     | 1899                     |                                                                                             |
| mr. L.H. Ruyssenaers                      | 1899                     | 1902                     |                                                                                             |
| mr. S. Hannema                            | 1902                     | 1919                     |                                                                                             |
| mr. R.J.H. Patijn                         | 1919                     | 1921                     |                                                                                             |
| jhr. mr. A.M. Snouck Hurgronje            | 1921                     | 1941                     | afgetreden in juli 1941                                                                     |
| jhr. mr. A.M. Snouck Hurgronje            | 1945                     | 1949                     | herbenoemd                                                                                  |
| dr. H.N. Boon                             | 1949                     | 1952                     |                                                                                             |
| mr. S.J. baron van Tuyll van Serooskerken | 1952                     | 1965                     |                                                                                             |
| mr. E.O. baron van Boetzelaer             | 1965                     | 1968                     |                                                                                             |
| mr. E.L.C. Schiff                         | 1968                     | 1977                     |                                                                                             |
| mr. F. Italianer                          | 1977                     | 1983                     |                                                                                             |
| mr. J. Verkade                            | 1983                     | 1986                     |                                                                                             |
| mr. E.F. Jacobs                           | 1986                     | 1988                     |                                                                                             |
| dr. B.R. Bot                              | 1988                     | 1991                     |                                                                                             |
| drs. D.J. van den Berg                    | 1991                     | 2001                     |                                                                                             |
| mr. F.A.M. Majoor                         | 2000                     | 2005                     |                                                                                             |
| dr. Ph. de Heer                           | 2005                     | 2007                     |                                                                                             |
| mr. E. Kronenburg                         | 2008                     | 2011                     |                                                                                             |
| drs. R.V.M. Jones-Bos                     | 2011                     | 2016                     |                                                                                             |
| drs. J.M.G. Brandt                        | 2016                     | 2020                     |                                                                                             |
| drs. P.H.A.M. Huijts                      | 2020                     | 2024                     |                                                                                             |
| drs. A.C.C. Rebergen                      | 2024                     | heden                    |                                                                                             |

## Justitie en Veiligheid
| Justitie (1857)               | Justitie (1857) | Justitie (1857) | Justitie (1857)    |
| Naam                          | Start           | Einde           | Opmerkingen        |
| ----------------------------- | --------------- | --------------- | ------------------ |
| jhr.mr. W.A.C. de Jonge       | 1857            | 1862            |                    |
| mr. A.J. Clant van der Mijll  | 1862            | 1885            |                    |
| jhr.mr. P.J. van Beyma        | 1885            | 1904            |                    |
| mr. A.D.W. de Vries           | 1904            | 1911            |                    |
| mr. H.C. Dresselhuys          | 1911            | 1918            |                    |
| mr. J.G. van Blom             | 1918            | 1933            |                    |
| mr. J.P. de Meijere           | 1933            | 1937            |                    |
| mr. J.R.M. van Angeren        | 1937            | 1940            |                    |
| mr. J .C. Tenkink             | 1940            | 1941            | ontslag maart 1941 |
| J.P. Hooijkaas                | 1941            | 1941            |                    |
| J.J. Schrieke                 | 1941            | 1945            | NSB                |
| mr. J.C. Tenkink              | 1945            | 1965            |                    |
| mr. A. Mulder                 | 1965            | 1978            |                    |
| mr. L. Oranje                 | 1978            | 1986            |                    |
| mr. G.J. van Dinter           | 1987            | 1994            |                    |
| dr. J.J.H. Suyver             | 1994            | 1996            |                    |
| mr. H.C.J.L. Borghouts        | 1996            | 2002            |                    |
| mr. J. Demmink                | 2002            | 2012            |                    |
| Veiligheid en Justitie (2010) |                 |                 |                    |
| mr.drs. P. Cloo               | 2012            | 2015            |                    |
| mr. J. van der Vlist          | 2015            | 2015            | waarnemend         |
| drs. S. Riedstra              | 2015            | 2020            |                    |
| Justitie en Veiligheid (2017) |                 |                 |                    |
| drs. D. Schoof                | 2020            | 2024            |                    |

## Binnenlandse Zaken
| Binnenlandse Zaken (1813)                        | Binnenlandse Zaken (1813) | Binnenlandse Zaken (1813) | Binnenlandse Zaken (1813) | Binnenlandse Zaken (1813) |
| Naam                                             | Start                     | Einde                     | Opmerkingen               | Bron                      |
| ------------------------------------------------ | ------------------------- | ------------------------- | ------------------------- | ------------------------- |
| J.G. de Meij van Streefkerk                      | 1813                      | 1814                      |                           |                           |
| C.J. Wenkebach                                   | 1814                      | 1832                      |                           |                           |
| mr. C. Vollenhoven                               | 1832                      | 1846                      |                           |                           |
| mr. J. de Wal                                    | 1846                      | 1848                      |                           |                           |
| mr. M.J. Schroder                                | 1848                      | 1869                      |                           |                           |
| mr. P.F. Hubrecht                                | 1869                      | 1891                      |                           |                           |
| mr. H.J. Dijckmeester                            | 1891                      | 1906                      |                           |                           |
| mr. A.F. baron van Lynden                        | 1906                      | 1908                      |                           |                           |
| mr. J.B. Kan                                     | 1908                      | 1931                      |                           |                           |
| Binnenlandse Zaken en Landbouw (1924)            |                           |                           |                           |                           |
| mr .dr. K.J. Frederiks                           | 1931                      | 1944                      | ondergedoken zomer 1944   |                           |
| Binnenlandse Zaken (1933)                        |                           |                           |                           |                           |
| dr. M.J. Prinsen                                 | 1945                      | 1954                      |                           |                           |
| mr. J.M. Kan                                     | 1954                      | 1959                      |                           |                           |
| dr. A.H. Günther                                 | 1959                      | 1973                      |                           |                           |
| mr. P. van Dijke                                 | 1973                      | 1979                      |                           |                           |
| mr. A.J. Vis                                     | 1979                      | 1985                      |                           |                           |
| mr. J.J . van Aartsen                            | 1985                      | 1994                      |                           |                           |
| drs. W.J. Kuijken                                | 1994                      | 2000                      |                           |                           |
| Binnenlandse Zaken en Koninkrijksrelaties (1998) |                           |                           |                           |                           |
| drs. J.W. Holtslag                               | 2000                      | 2008                      |                           |                           |
| ing. R.M. van Erp-Bruinsma                       | 2008                      | 2012                      |                           |                           |
| drs. K. van der Steenhoven (wnd)                 | 2012                      | 2013                      |                           |                           |
| drs. R. van Zwol                                 | 2013                      | 2017                      |                           |                           |
| drs. M.R. Schurink                               | 2018                      | 2023                      |                           | [ 2 ]                     |
| drs. Loes Mulder (wnd)                           | 2023                      | 2023                      |                           |                           |
| drs. Vincent Roozen                              | 2024                      | heden                     |                           |                           |

## Eredienst
| Eredienst (1803/1805) | Eredienst (1803/1805) | Eredienst (1803/1805) | Eredienst (1803/1805) |
| Naam                  | Start                 | Einde                 | Opmerkingen           |
| --------------------- | --------------------- | --------------------- | --------------------- |
| ...                   |                       | 1814                  |                       |

In 1814 gesplitst in een Departement voor Hervormde en andere erediensten en een Departement voor Rooms-katholieke eredienst.
| Hervormde en andere erediensten (1814) | Hervormde en andere erediensten (1814) | Hervormde en andere erediensten (1814) | Hervormde en andere erediensten (1814) |
| Naam                                   | Start                                  | Einde                                  | Opmerkingen                            |
| -------------------------------------- | -------------------------------------- | -------------------------------------- | -------------------------------------- |
| K.F.W.T. baron van Pallandt van Keppel | 1814                                   |                                        |                                        |
| ...                                    |                                        |                                        |                                        |
| A. van Heel                            | 1859                                   | 1862                                   |                                        |
| ...                                    |                                        |                                        |                                        |

Dit departement was ingevoegd bij het Departement van Binnenlandse Zaken. Opgegeven en bij Justitie gevoegd in 1849. Vanaf 1852 onderdeel van Financiën.
Heropgericht in 1853. Afgeschaft in 1862 (ondergebracht bij Justitie). Heropgericht en afgeschaft in 1868 (ondergebracht bij Financiën).
| Rooms-katholieke eredienst (1828)          | Rooms-katholieke eredienst (1828) | Rooms-katholieke eredienst (1828) | Rooms-katholieke eredienst (1828) |
| Naam                                       | Start                             | Einde                             | Opmerkingen                       |
| ------------------------------------------ | --------------------------------- | --------------------------------- | --------------------------------- |
| F.J.M.F . baron de Pélichy de Lichtervelde | 1828                              |                                   |                                   |
| ...                                        |                                   |                                   |                                   |
| J.C. Willemse                              | 1854                              | 1862                              |                                   |
| ...                                        |                                   |                                   |                                   |

Dit departement was ingevoegd bij het Departement van Binnenlandse Zaken. Opgeheven en bij Buitenlandse Zaken gevoegd in 1849. Vanaf 1852 onderdeel van Justitie.
Heropgericht in 1853. Afgeschaft in 1862 (ondergebracht bij Buitenlandse Zaken). Heropgericht en afgeschaft in 1868 (ondergebracht bij Justitie).
In 1871 werden beide afdelingen samengevoegd en ondergebracht bij Financiën (bestond als afdeling tot 1988).

## Marine
| Marine (1813)                | Marine (1813) | Marine (1813) | Marine (1813)                           | Marine (1813) |
| Naam                         | Start         | Einde         | Opmerkingen                             | Bron          |
| ---------------------------- | ------------- | ------------- | --------------------------------------- | ------------- |
| mr. A.A. Stratenus           | 1823-12-11    | 1825-04-05    | (vanaf 1815-02-10 secretaris)           | [ 4 ]         |
| Marine en Koloniën (1825)    |               |               |                                         |               |
| jhr. J.J. Quarles van Ufford | 1825-05-10    | 1851-11-04    | waaronder enige tijd minister a.i.      | [ 5 ]         |
| Marine (1830)                |               |               |                                         |               |
| Marine en Koloniën (1840)    |               |               |                                         |               |
| Marine (1841)                |               |               |                                         |               |
| D.G. Muller                  | 1851-12-13    | 1861-03-02    |                                         | [ 6 ] [ 7 ]   |
| jhr. A. Klerck               | 1861-03-02    | 1875-12-23    |                                         | [ 8 ]         |
| L.J.T . Broekhoff            | 1876-01-01    | 1883-09-17    | overleden 1883-09-17                    | [ 9 ]         |
| jhr. H.M. van der Wijck      | 1883-10       | 1894-05-09    | werd aansluitend minister van Marine    | [ 10 ]        |
| L.A. Dittlof Tjassens        | 1894-05-16    | 1912-09       |                                         | [ 11 ]        |
| C.C. Zegers Rijser           | 1912          | 1928          |                                         | [ 12 ]        |
| n.v.t.                       | 1928          | 1945          | bestond niet als zelfstandig ministerie |               |
| J.J . van Houten             | 1945          | 1959          |                                         |               |

Geen zelfstandig ministerie tussen 1928 en 1945. Opgeheven in 1959.

## Financiën
In de Franse tijd vervult Elias Canneman enige tijd een vergelijkbare functie.
| Financiën (1813)                     | Financiën (1813) | Financiën (1813) | Financiën (1813)                                                | Financiën (1813) |
| Naam                                 | Start            | Einde            | Opmerkingen                                                     | Bron             |
| ------------------------------------ | ---------------- | ---------------- | --------------------------------------------------------------- | ---------------- |
| F.A. Noël Simons                     | 1816-01-12       | 1823-12-20       | (vanaf 1814-04-16 secretaris)                                   | [ 13 ] [ 14 ]    |
| P.A. Ossewaarde                      | 1824-01-03       | 1845-07-04       |                                                                 | [ 15 ] [ 16 ]    |
| D. van Hoytema                       | 1845-07-04       | 1869-05-16       |                                                                 | [ 17 ]           |
| S. Bartstra                          | 1869             | 1897             |                                                                 |                  |
| mr. F.S.K.J. graaf van Randwijck     | 1897             | 1903             |                                                                 |                  |
| jhr. S. van Citters                  | 1903-05-01       | 1907-03          |                                                                 | [ 18 ]           |
| J. Heshusius                         | 1907             | 1911             |                                                                 |                  |
| jhr. M. de Jonge                     | 1911-09          | 1924-12          |                                                                 | [ 19 ]           |
| mr. J.P.A. Laman de Vries            | 1924-12          | 1929             |                                                                 | [ 20 ]           |
| jhr. mr. A.M.C. van Asch van Wijck   | 1930             | 1941-07          | in mei 1940 uitgeweken naar Londen                              | [ 21 ]           |
| L.J.A. Trip                          | 1940-05-25       | 1941-03-19       | waarnemend, benoemd door generaal Winkelman. Ontslag maart 1941 | [ 22 ]           |
| mr. M.M. Rost van Tonningen          | 1941-04-22       | 1945-05          | waarnemend, NSB                                                 | [ 23 ]           |
| mr. H.L. s'Jacob                     | 1945-12-01       | 1951-10-16       | vanaf 1 augustus 1949 op non-actief                             | [ 24 ]           |
| mr. H.A.M. van den Dries             | 1951-10-16       | 1967-03          |                                                                 | [ 25 ] [ 26 ]    |
| mr. J.C.W.M. Huijsmans               | 1967             | 1985             |                                                                 |                  |
| jhr. mr. L.M. Michiels van Kessenich | 1985             | 1990             |                                                                 |                  |
| drs. J.K.T. Postma                   | 1990             | 1999             |                                                                 |                  |
| drs. G.H.O. van Maanen               | 1999             | 2003             |                                                                 |                  |
| dr. R. Gerritse                      | 2003             | 2011             |                                                                 |                  |
| drs. R. van Zwol                     | 2011             | 2013             |                                                                 |                  |
| drs. M.R. Leijten                    | 2013             | 2020             |                                                                 | [ 27 ]           |
| drs. B.E. van den Dungen             | 2020             | heden            |                                                                 | [ 28 ]           |

## Oorlog / Defensie
| Oorlog (1813)                      | Oorlog (1813) | Oorlog (1813) | Oorlog (1813)                                                                                        | Oorlog (1813) |
| Naam                               | Start         | Einde         | Opmerkingen                                                                                          | Bron          |
| ---------------------------------- | ------------- | ------------- | --- | ------------- |
| J.P. Scheffer                      | 1823-12-16    | 1842-08       | (vanaf 1815-06-17 secretaris)                                                                        | [ 29 ]        |
| F.A. ridder van Rappard            | 1842-08-20    | 1861-02-01    | | [ 30 ]        |
| mr. O.W. Stavenisse de Brauw       | 1861-01-18    | 1866-09-01    | | [ 31 ] [ 32 ] |
| generaal-majoor H. Hardenberg      | 1866          | 1875          | | [ 33 ]        |
| generaal-majoor H.E.W. Rodi de Loo | 1875          | 1877          | |               |
| mr. J.A. Kramer                    | 1877          | 1903          | |               |
| mr. H.C.P. de Bruyn                | 1903          | 1912          | |               |
| A.J. Doorman                       | 1912          | 1922          | |               |
| mr. J. Woltman                     | 1922          | 1933          | |               |
| Defensie (1928)                    |               |               | |               |
| C.P. van Ginkel                    | 1933          | 1937          | |               |
| C. Ringeling                       | 1937-10-01    | 1940-06-15    | ontslagen in juni 1940                                                                               | [ 34 ]        |
| B.R.P.F. Hasselman                 | 1940-09       | 1942-05-21    | ontslag genomen in mei 1942 nadat de Nederlandse officieren in krijgsgevangenschap waren afgevoerd   | [ 35 ]        |
| Oorlog (1945)                      |               |               | |               |
| L.C. Rietveld                      | 1945-06-29    | 1960-12-01    | | [ 36 ]        |
| Defensie (1959)                    |               |               | |               |
| J.J . van Houten                   | 1960-12-01    | 1964          | was hiervoor jarenlang secretaris-generaal van het ministerie van Marine, dat in 1959 werd opgeheven | [ 37 ]        |
| J.H. Wieffering                    | 1964          | 1969          | | [ 38 ]        |
| drs. G.J.H.M. Peijnenburg          | 1969          | 1989          | |               |
| mr. M. Patijn                      | 1989          | 1994          | |               |
| drs. D.J. Barth                    | 1995          | 2003          | |               |
| drs. A.H.Ch. Annink                | 2003          | 2012          | |               |
| drs. E.S.M. Akerboom               | 2012          | 2016          | |               |
| drs. W.J.P. Geerts                 | 2016          | 2019          | | [ 39 ]        |
| mr. G.E.A. van Craaikamp           | 2019          | 2023          | | [ 40 ]        |
| drs. M.R. Schurink                 | 2023          | heden         | | [ 41 ]        |

## Koloniën
| Koophandel en Koloniën (1814)                              | Koophandel en Koloniën (1814)                              | Koophandel en Koloniën (1814)                              | Koophandel en Koloniën (1814)                                                  | Koophandel en Koloniën (1814)                              |
| Naam                                                       | Start                                                      | Einde                                                      | Opmerkingen                                                                    | Bron                                                       |
| Publiek Onderwijs, Nationale Nijverheid en Koloniën (1818) | Publiek Onderwijs, Nationale Nijverheid en Koloniën (1818) | Publiek Onderwijs, Nationale Nijverheid en Koloniën (1818) | Publiek Onderwijs, Nationale Nijverheid en Koloniën (1818)                     | Publiek Onderwijs, Nationale Nijverheid en Koloniën (1818) |
| Nationale Nijverheid en Koloniën (1824)                    | Nationale Nijverheid en Koloniën (1824)                    | Nationale Nijverheid en Koloniën (1824)                    | Nationale Nijverheid en Koloniën (1824)                                        | Nationale Nijverheid en Koloniën (1824)                    |
| Marine en Koloniën (1825)                                  | Marine en Koloniën (1825)                                  | Marine en Koloniën (1825)                                  | Marine en Koloniën (1825)                                                      | Marine en Koloniën (1825)                                  |
| ---------------------------------------------------------- | ---------------------------------------------------------- | ---------------------------------------------------------- | ------------------------------------------------------------------------------ | ---------------------------------------------------------- |
| mr. Arnoldus Brocx                                         | 1829-12-29                                                 | 1838-06-01                                                 |                                                                                | [ 42 ]                                                     |
| Waterstaat, Nationale Nijverheid en Koloniën (1830)        |                                                            |                                                            |                                                                                |                                                            |
| Nationale Nijverheid en Koloniën (1831)                    |                                                            |                                                            |                                                                                |                                                            |
| Koloniën (1834)                                            |                                                            |                                                            |                                                                                |                                                            |
| B.J. Elias                                                 | 1838-05-31                                                 | 1840-07-21                                                 | was vervolgens korte tijd directeur van het departement van Marine en Koloniën | [ 43 ]                                                     |
| Marine en Koloniën (1840)                                  |                                                            |                                                            |                                                                                |                                                            |
| B.J. Elias                                                 | 1841-10-23                                                 | 1842-07-16                                                 |                                                                                | [ 43 ]                                                     |
| Koloniën (1842)                                            |                                                            |                                                            |                                                                                |                                                            |
| jhr. J.P. Cornets de Groot van Kraaijenburg                | 1842-07-28                                                 | 1847-11-07                                                 |                                                                                | [ 44 ]                                                     |
| P. van Swieten                                             | 1847-11-14                                                 | 1849-07-04                                                 | waarnemend                                                                     | [ 45 ]                                                     |
| A.L. Weddik                                                | 1849-11-12                                                 | 1854-09-29                                                 | ad interim                                                                     | [ 46 ]                                                     |
| mr. L.W.C. Keuchenius                                      | 1854-09-29                                                 | 1859-05-28                                                 |                                                                                | [ 47 ]                                                     |
| jhr.mr. J. Loudon                                          | 1859-05-28                                                 | 1861-03-12                                                 | benoemd tot minister van Koloniën                                              | [ 48 ]                                                     |
| J.P. Feith                                                 | 1861-03-14                                                 | 1872                                                       |                                                                                | [ 49 ]                                                     |
| mr. G.T.H. Henhy                                           | 1872                                                       | 1876                                                       |                                                                                |                                                            |
| jhr. F.E.M. van Alphen                                     | 1876                                                       | 1880                                                       |                                                                                |                                                            |
| jhr.mr. H. van der Wijck                                   | 1880                                                       | 1893                                                       |                                                                                |                                                            |
| mr. A.E. Elias                                             | 1893                                                       | 1906                                                       | einddatum onzeker                                                              | [ 50 ]                                                     |
| J.B. van der Houven van Oordt                              | 1909                                                       | 1912                                                       |                                                                                | [ 51 ]                                                     |
| G.J. Staal                                                 | 1912                                                       | 1916                                                       | niet genoemd in Politiek Compendium                                            | [ 52 ] [ 53 ]                                              |
| dr. E. Moresco                                             | 1917                                                       | 1921                                                       | einddatum onzeker                                                              | [ 54 ]                                                     |
| mr.dr. M.S. Koster                                         | 1921                                                       | 1929                                                       |                                                                                | [ 55 ] [ 56 ]                                              |
| jhr.mr. O.E.W. Six                                         | 1929                                                       | 1946                                                       |                                                                                | [ 57 ]                                                     |
| Overzeese Gebiedsdelen (1945)                              |                                                            |                                                            |                                                                                |                                                            |
| J.M. Kiveron                                               | 1946                                                       | 1958                                                       |                                                                                | [ 58 ]                                                     |
| Uniezaken en Overzeese Rijksdelen (1950)                   |                                                            |                                                            |                                                                                |                                                            |
| Overzeese Rijksdelen (1953)                                |                                                            |                                                            |                                                                                |                                                            |
| B. Krijger                                                 | 1959                                                       | 1960                                                       |                                                                                |                                                            |

Verloor in 1959 haar status als zelfstandig departement, en werd kabinet onder de vicepremier. Werd in 1998 bij ministerie van Binnenlandse Zaken gevoegd.

## Verkeer en Waterstaat
| Waterstaat, Handel en Nijverheid (1877) | Waterstaat, Handel en Nijverheid (1877) | Waterstaat, Handel en Nijverheid (1877) | Waterstaat, Handel en Nijverheid (1877)                             | Waterstaat, Handel en Nijverheid (1877) |
| Naam                                    | Start                                   | Einde                                   | Opmerkingen                                                         | Bron                                    |
| --------------------------------------- | --------------------------------------- | --------------------------------------- | ------------------------------------------------------------------- | --------------------------------------- |
| D. Delprat                              | 1813                                    | 1813                                    | secretaris-generaal van Waterstaat                                  |                                         |
| ...                                     |                                         |                                         |                                                                     |                                         |
| J.F. Boogaard                           | 1877                                    | 1883                                    |                                                                     |                                         |
| jhr.mr. G. de Bosch Kemper              | 1883                                    | 1906                                    |                                                                     |                                         |
| Waterstaat (1906)                       |                                         |                                         |                                                                     |                                         |
| mr. J.L.A. Salverda de Grave            | 1906                                    | 1926                                    | andere bronnen spreken van Salverda van Oordt als achternaam        |                                         |
| mr. G. van der Meulen                   | 1926                                    | 1939                                    |                                                                     | [ 59 ]                                  |
| mr. D.G.W. Spitzen                      | 1939                                    | 1943                                    | ontslag augustus 1943                                               |                                         |
| ir. W.L.Z. van der Vegte                | 1943                                    | 1945                                    | NSB                                                                 | [ 60 ]                                  |
| Verkeer en Energie (1945)               |                                         |                                         |                                                                     |                                         |
| mr. D.G.W. Spitzen                      | 1945                                    | 1948                                    |                                                                     | [ 61 ]                                  |
| Verkeer (1947)                          |                                         |                                         |                                                                     |                                         |
| Verkeer en Waterstaat (1948)            |                                         |                                         |                                                                     |                                         |
| mr. A.J. Rosman                         | 1949                                    | 1951                                    | in de tussenliggende periode was Spitzen minister op dit ministerie |                                         |
| mr. D.G.W. Spitzen                      | 1951                                    | 1959                                    |                                                                     |                                         |
| mr. A.H.C. Gieben                       | 1957                                    | 1963                                    | Compendium noemt 1959 als ingangsdatum                              | [ 62 ]                                  |
| mr. C.J.G.J. Vinkesteijn                | 1963                                    | 1974                                    |                                                                     |                                         |
| ir. P.C. de Man                         | 1974                                    | 1984                                    |                                                                     | [ 63 ]                                  |
| drs. R. van den Besten                  | 1984                                    | 1988                                    |                                                                     |                                         |
| ir.drs. H.N.J. Smits                    | 1989                                    | 1992                                    |                                                                     |                                         |
| ir. A.B.M. van der Plas                 | 1992                                    | 1998                                    |                                                                     |                                         |
| mr. R.J.J.M. Pans                       | 1998                                    | 2002                                    |                                                                     |                                         |
| drs. G.H.O. van Maanen                  | 2003                                    | 2007                                    |                                                                     |                                         |
| drs. W.J. Kuijken                       | 2007                                    | 2009                                    |                                                                     |                                         |
| drs. S. Riedstra                        | 2009                                    | 2015                                    |                                                                     | [ 64 ]                                  |
| Infrastructuur en Milieu (2010)         |                                         |                                         |                                                                     |                                         |
| drs. L.M.C. Ongering                    | 2015                                    | heden                                   |                                                                     |                                         |

## Landbouw en Visserij
| Landbouw, Nijverheid en Handel (1905)             | Landbouw, Nijverheid en Handel (1905) | Landbouw, Nijverheid en Handel (1905) | Landbouw, Nijverheid en Handel (1905)                                                                 | Landbouw, Nijverheid en Handel (1905) |
| Naam                                              | Start                                 | Einde                                 | Opmerkingen                                                                                           | Bron                                  |
| ------------------------------------------------- | ------------------------------------- | ------------------------------------- | --- | ------------------------------------- |
| mr. J.W.S.A. Versteeg                             | 1905                                  | 1923                                  | | [ 65 ]                                |
| Landbouw en Visserij (1933)                       |                                       |                                       | |                                       |
| mr. dr. A.A. van Rhijn                            | 1935                                  | 1937                                  | voor en na zijn benoeming was er geen zelfstandig departement. Status tussen 1933 en 1935 onduidelijk | [ 66 ]                                |
| Landbouw en Visserij (1940)                       |                                       |                                       | |                                       |
| ir. H.A.L. Roebroek                               | 1940                                  | 1940                                  | waarnemend s.g. mei 1940, was directeur-generaal                                                      | [ 1 ]                                 |
| dr. H.M. Hirschfeld                               | 1940                                  | 1947                                  | waarnemend                                                                                            | [ 67 ]                                |
| Landbouw, Visserij en Voedselvoorziening (1945)   |                                       |                                       | |                                       |
| mr. J.Th. Bonnerman                               | 1945                                  | 1956                                  | tot 1947-01-01 waarnemend                                                                             | [ 67 ]                                |
| Landbouw en Visserij (1956)                       |                                       |                                       | |                                       |
| dr. J.H. Patijn                                   | 1956                                  | 1970                                  | |                                       |
| mr. G. van Setten                                 | 1970                                  | 1980                                  | |                                       |
| mr. G.J. van Dinter                               | 1980                                  | 1986                                  | |                                       |
| mr. T.H.J. Joustra                                | 1987                                  | 2002                                  | |                                       |
| drs. Ch.J. Kalden                                 | 2002                                  | 2007                                  | |                                       |
| Landbouw, Natuurbeheer en Voedselkwaliteit (2003) |                                       |                                       | |                                       |
| prof.dr. A.N. van der Zande                       | 2007                                  | 2010                                  | |                                       |
| Landbouw, Natuurbeheer en Voedselkwaliteit (2017) |                                       |                                       | |                                       |
| drs. J.C. Goet                                    | 2018                                  | heden                                 | | [ 68 ]                                |

Het ministerie was van 1924 tot 1933 onderdeel van andere ministeries, zo ook van 1937 tot 1940.
In 2010 is het opgegaan in het ministerie van Economische Zaken, Landbouw en Innovatie. In 2017 is de fusie ongedaan gemaakt.

## Economische Zaken
| Arbeid (1918)                                   | Arbeid (1918) | Arbeid (1918) | Arbeid (1918) |
| Naam                                            | Start         | Einde         | Opmerkingen   |
| ----------------------------------------------- | ------------- | ------------- | ------------- |
| mr.dr. A.L. Scholtens                           | 1918          | 1933          |               |
| Arbeid, Handel en Nijverheid (1922)             |               |               |               |
| Economische Zaken en Arbeid (1932)              |               |               |               |
| Economische Zaken (1933)                        |               |               |               |
| mr.dr. A.A. van Rhijn                           | 1933          | 1940          |               |
| Handel, Nijverheid en Scheepvaart (1935)        |               |               |               |
| Economische Zaken (1937)                        |               |               |               |
| Handel, Nijverheid en Scheepvaart (1940)        |               |               |               |
| dr. H.M. Hirschfeld                             | 1940          | 1941          | waarnemend    |
| mr. M.M. Rost van Tonningen                     | 1941          | 1945          | NSB           |
| Economische Zaken (1942)                        |               |               |               |
| Scheepvaart, Handel en Nijverheid (1945)        |               |               |               |
| dr. H.M. Hirschfeld                             | 1945          | 1947          | waarnemend    |
| Economische Zaken (1946)                        |               |               |               |
| prof. dr. P. Kuin                               | 1947          | 1948          |               |
| prof. drs. G. Brouwers                          | 1949          | 1973          | [ 69 ] [ 70 ] |
| dr. F.W. Rutten                                 | 1973          | 1989          |               |
| prof. mr. L.A. Geelhoed                         | 1990          | 1997          |               |
| prof.dr. S.J.G. baron van Wijnbergen            | 1997          | 2000          |               |
| drs. J.W. Oosterwijk                            | 2000          | 2006          |               |
| drs. Ch.P. Buijink                              | 2007          | 2013          |               |
| Economische Zaken, Landbouw en Innovatie (2010) |               |               |               |
| Economische Zaken (2012)                        |               |               |               |
| drs. M.R.P.M. Camps                             | 2013          | heden         |               |

## Onderwijs, Cultuur en Wetenschap
| Onderwijs, Kunsten en Wetenschappen (1918)         | Onderwijs, Kunsten en Wetenschappen (1918) | Onderwijs, Kunsten en Wetenschappen (1918) | Onderwijs, Kunsten en Wetenschappen (1918) |
| Naam                                               | Start                                      | Einde                                      | Opmerkingen                                |
| -------------------------------------------------- | ------------------------------------------ | ------------------------------------------ | ------------------------------------------ |
| jhr. mr. C. Feith                                  | 1918                                       | 1933                                       |                                            |
| prof. dr. G.A. van Poelje                          | 1933                                       | 1940                                       | DG; ontslag september 1940                 |
| Opvoeding, Wetenschap en Kultuurbescherming (1940) |                                            |                                            |                                            |
| prof. dr. J. van Dam                               | 1940                                       | 1945                                       | NSB                                        |
| Onderwijs, Kunsten en Wetenschappen (1945)         |                                            |                                            |                                            |
| mr. G.A. van Poelje                                | 1945                                       | 1945                                       | slechts enkele maanden                     |
| mr. H.J. Reinink                                   | 1946                                       | 1955                                       | [ 72 ]                                     |
| dr. J.H. Wesselings                                | 1955                                       | 1963                                       | [ 73 ]                                     |
| mr. H.J. Schölvinck                                | 1963                                       | 1969                                       | [ 74 ]                                     |
| Onderwijs en Wetenschappen (1965)                  |                                            |                                            |                                            |
| mr. M.D. van Wolferen                              | 1969                                       | 1978                                       |                                            |
| dr. G.H. Scholten                                  | 1978                                       | 1988                                       |                                            |
| drs. B. de Haan                                    | 1988                                       | 1989                                       |                                            |
| drs. M.H. Meijerink                                | 1990                                       | 1995                                       |                                            |
| Onderwijs, Cultuur en Wetenschappen (1994)         |                                            |                                            |                                            |
| mr. P.H. Holthuis                                  | 1995                                       | 2000                                       |                                            |
| mr. H.J.E. Bruins Slot                             | 2000                                       | 2003                                       |                                            |
| drs. K. van der Steenhoven                         | 2003                                       | 2010                                       |                                            |
| Onderwijs, Cultuur en Wetenschap (2003)            |                                            |                                            |                                            |
| mr. J. van der Vlist                               | 2011                                       | 2016                                       |                                            |
| drs. M.J. Hammersma                                | 2016                                       | 2023                                       |                                            |
| drs. Loes Mulder                                   | 2024                                       | heden                                      |                                            |

## Sociale Zaken
| Sociale Zaken (1933)                    | Sociale Zaken (1933) | Sociale Zaken (1933) | Sociale Zaken (1933)         |
| Naam                                    | Start                | Einde                | Opmerkingen                  |
| --------------------------------------- | -------------------- | -------------------- | ---------------------------- |
| mr. dr. A.L. Scholtens                  | 1933                 | 1940                 | afgetreden in september 1940 |
| ir. R.A. Verwey                         | 1940                 | 1945                 |                              |
| mr. dr. A.A. van Rhijn                  | 1945                 | 1951                 |                              |
| Sociale Zaken en Volksgezondheid (1951) |                      |                      |                              |
| mr. J.H. Klatte                         | 1951                 | 1969                 |                              |
| mr. A.D. Kuiper                         | 1969                 | 1972                 | [ 75 ]                       |
| Sociale Zaken (1971)                    |                      |                      |                              |
| dr. W.A. van den Berg                   | 1971                 | 1985                 |                              |
| Sociale Zaken en Werkgelegenheid (1981) |                      |                      |                              |
| drs. S. Miedema                         | 1985                 | 1990                 |                              |
| H.J.Th.M. de Maat-Koolen                | 1990                 | 1995                 |                              |
| dr. R. Gerritse                         | 1996                 | 2002                 |                              |
| drs. M.A. Ruys                          | 2002                 | 2008                 |                              |
| ir. J.F. de Leeuw                       | 2008                 | 2012                 |                              |
| drs. A.H.Ch. Annink                     | 2012                 | 2016                 |                              |
| drs. L. Mulder                          | 2016                 | heden                |                              |

## Algemene Zaken
| Algemene Zaken (1937)                    | Algemene Zaken (1937) | Algemene Zaken (1937) | Algemene Zaken (1937)                          |        |
| Naam                                     | Start                 | Einde                 | Opmerkingen                                    | Bron   |
| ---------------------------------------- | --------------------- | --------------------- | ---------------------------------------------- | ------ |
| jhr. mr. A.M.C. van Asch van Wijck       | 1937                  | 1940-05               | waarnemend. Uitgeweken naar Londen in mei 1940 | [ 21 ] |
| mr. P. Sanders                           | 1945                  | 1946                  |                                                |        |
| mr. C.L.W. Fock                          | 1949                  | 1962                  |                                                |        |
| jhr. mr. A.J.M. van Nispen tot Pannerden | 1962                  | 1972                  |                                                |        |
| drs. D.M. Ringnalda                      | 1972                  | 1986                  |                                                |        |
| mr. R.J. Hoekstra                        | 1986                  | 1994                  |                                                |        |
| drs. T. van de Graaf                     | 1994                  | 1997                  |                                                |        |
| prof. mr. L.A. Geelhoed                  | 1997                  | 2000                  |                                                |        |
| drs. W.J. Kuijken                        | 2000                  | 2007                  |                                                |        |
| drs. R. van Zwol                         | 2007                  | 2011                  |                                                |        |
| drs. K.H. Ollongren                      | 2011                  | 2014                  |                                                |        |
| drs. P.H.A.M. Huijts                     | 2014                  | 2020                  |                                                |        |
| drs. G.J. Buitendijk                     | 2020                  | heden                 |                                                | [ 76 ] |

## Volksvoorlichting en Kunsten
| Volksvoorlichting en Kunsten (1940) | Volksvoorlichting en Kunsten (1940) | Volksvoorlichting en Kunsten (1940) | Volksvoorlichting en Kunsten (1940)                            |
| Naam                                | Start                               | Einde                               | Opmerkingen                                                    |
| ----------------------------------- | ----------------------------------- | ----------------------------------- | -------------------------------------------------------------- |
| dr. T. Goedewaagen                  | 1940                                | 1943                                |                                                                |
| H. Reydon                           | 1943                                | 1943                                | op 7 februari werd een aanslag gepleegd door verzetsgroep CS-6 |
| S.M.S. de Ranitz                    | 1943                                | 1945                                |                                                                |

Ministerie is opgeheven in 1945.

## Volkshuisvesting, Ruimtelijke Ordening en Milieubeheer
| Openbare Werken en Wederopbouw (1945)                         | Openbare Werken en Wederopbouw (1945) | Openbare Werken en Wederopbouw (1945) | Openbare Werken en Wederopbouw (1945) |
| Naam                                                          | Start                                 | Einde                                 | Opmerkingen                           |
| ------------------------------------------------------------- | ------------------------------------- | ------------------------------------- | ------------------------------------- |
| ir. H.W. Mouton                                               | 1945                                  | 1956                                  |                                       |
| Wederopbouw en Volkshuisvesting (1947)                        |                                       |                                       |                                       |
| dr. A.H. Günther                                              | 1956                                  | 1959                                  |                                       |
| mr. G. van der Flier                                          | 1959                                  | 1976                                  |                                       |
| Volkshuisvesting en Ruimtelijke Ordening (1965)               |                                       |                                       |                                       |
| ir. Th. Quené                                                 | 1976                                  | 1978                                  |                                       |
| mr. M.D. van Wolferen                                         | 1978                                  | 1985                                  |                                       |
| Volkshuisvesting, Ruimtelijke Ordening en Milieubeheer (1982) |                                       |                                       |                                       |
| drs. W. Lemstra                                               | 1985                                  | 1989                                  |                                       |
| drs. R. den Dunnen                                            | 1991                                  | 2000                                  |                                       |
| drs. M. Sint                                                  | 2000                                  | 2007                                  |                                       |
| ir. J. van der Vlist                                          | 2007                                  | 2010                                  |                                       |

In 2010 is het ministerie opgegaan in ministerie van Infrastructuur en Milieu.

## Volksgezondheid, Welzijn en Sport
| Maatschappelijk werk (1952)                       | Maatschappelijk werk (1952) | Maatschappelijk werk (1952) | Maatschappelijk werk (1952) |
| Naam                                              | Start                       | Einde                       | Opmerkingen                 |
| ------------------------------------------------- | --------------------------- | --------------------------- | --------------------------- |
| mr. Ph.H.M. Werner                                | 1953                        | 1970                        |                             |
| Cultuur, Recreatie en Maatschappelijk Werk (1965) |                             |                             |                             |
| mr. J. van Viegen                                 | 1970                        | 1981                        |                             |
| Welzijn, Volksgezondheid en Cultuur (1982)        |                             |                             |                             |
| drs. W. Lemstra                                   | 1982                        | 1985                        |                             |
| H.A. de Boer                                      | 1986                        | 1995                        |                             |
| Volksgezondheid, Welzijn en Sport (1994)          |                             |                             |                             |
| H.J.Th.M. de Maat-Koolen                          | 1995                        | 1997                        |                             |
| prof.mr. R. Bekker                                | 1998                        | 2007                        |                             |
| drs. G.H.O. van Maanen                            | 2007                        | 2013                        |                             |
| drs. L.A.H. van Halder                            | 2013                        | 2015                        |                             |
| dr. E. Gerritsen                                  | 2015                        | 2021                        |                             |
| drs. M.J. Boereboom                               | 2021                        | heden                       |                             |

## Volksgezondheid en Milieuhygiëne
| Volksgezondheid en Milieuhygiëne (1971) | Volksgezondheid en Milieuhygiëne (1971) | Volksgezondheid en Milieuhygiëne (1971) | Volksgezondheid en Milieuhygiëne (1971) |
| Naam                                    | Start                                   | Einde                                   | Opmerkingen                             |
| --------------------------------------- | --------------------------------------- | --------------------------------------- | --------------------------------------- |
| dr. P. Siderius                         | 1971                                    | 1982                                    |                                         |

In 1982 opgegaan in het ministerie van Volksgezondheid, Welzijn en Sport (Volksgezondheid) en ministerie van Volkshuisvesting, Ruimtelijke Ordening en Milieubeheer (Milieubeheer).

## Voetnoten en referenties
1. 1 2  Voor de periode 1862-1995 is gebruik gemaakt van bijlage 1 van het politiek compendium aangevuld met andere bronnen
2. ↑  Ministerie van Algemene Zaken, Benoeming secretaris-generaal bij het ministerie van BZK - Nieuwsbericht - Rijksoverheid.nl. www.rijksoverheid.nl (15 december 2017). Gearchiveerd op 22 oktober 2019. Geraadpleegd op 22 oktober 2019.
3. ↑  Opmerking: dit moet grondig herzien worden, omdat het departement jaren onder leiding stond van een directeur-generaal, die hoger in rang was dan de secretaris-generaal. Vooral de periodes dat het was samengevoegd met Koloniën?
4. ↑  Repertorium van ambtsdragers en ambtenaren 1428-1861. resources.huygens.knaw.nl (15 mei 2012). Geraadpleegd op 27 juni 2017.
5. ↑  Repertorium van ambtsdragers en ambtenaren 1428-1861. resources.huygens.knaw.nl (15 mei 2012). Geraadpleegd op 27 juni 2017.
6. ↑  Dirk Gerardus Muller. www.biografischportaal.nl. Geraadpleegd op 27 juni 2017.
7. ↑  Repertorium van ambtsdragers en ambtenaren 1428-1861. resources.huygens.knaw.nl (15 mei 2012). Geraadpleegd op 27 juni 2017.
8. ↑  Repertorium van ambtsdragers en ambtenaren 1428-1861. resources.huygens.knaw.nl (15 mei 2012). Geraadpleegd op 27 juni 2017.
9. ↑  DBNL, Nieuw Nederlandsch biografisch woordenboek. Deel 7 · dbnl. DBNL. Geraadpleegd op 27 juni 2017.
10. ↑  Jhr. H.M. van der Wijck. www.parlement.com. Geraadpleegd op 27 juni 2017.
11. ↑  L.A. Dittloff Tjassens. www.parlement.com. Geraadpleegd op 27 juni 2017.
12. ↑  Ktz b.d. Coenraad Cornelis Zegers Rijser (1863-1945), adjudant van ZKH Prins Hendrik; later o.a. secretaris-generaal van het ministerie van marine 1912-1928; in 1925 vadm tit.. nimh-beeldbank.defensie.nl. Geraadpleegd op 27 juni 2017.
13. ↑  Repertorium van ambtsdragers en ambtenaren 1428-1861. resources.huygens.knaw.nl (15 mei 2012). Geraadpleegd op 26 juni 2017.
14. ↑  F.A. Noël Simons. www.parlement.com. Geraadpleegd op 26 juni 2017.
15. ↑  Repertorium van ambtsdragers en ambtenaren 1428-1861. resources.huygens.knaw.nl (15 mei 2012). Geraadpleegd op 26 juni 2017.
16. ↑  P.A. Ossewaarde. www.parlement.com. Geraadpleegd op 26 juni 2017.
17. ↑  Repertorium van ambtsdragers en ambtenaren 1428-1861. resources.huygens.knaw.nl (15 mei 2012). Geraadpleegd op 26 juni 2017.
18. ↑  R.E.C, van der Pluym, 'Citters, jhr. Schelto van (1865-1942)', in Biografisch Woordenboek van Nederland. resources.huygens.knaw.nl (12 januari 2015). Geraadpleegd op 26 juni 2017.
19. ↑  Jhr. M. de Jonge. www.parlement.com. Geraadpleegd op 26 juni 2017.
20. ↑  Mr. J.P.A. Laman de Vries. www.parlement.com. Geraadpleegd op 26 juni 2017.
21. 1 2  Jhr.Mr. A.M.C. van Asch van Wijck. www.parlement.com. Geraadpleegd op 26 juni 2017.
22. ↑  Mr. L.J.A. Trip. www.parlement.com. Geraadpleegd op 26 juni 2017.
23. ↑  Mr. M.M. Rost van Tonningen. www.parlement.com. Geraadpleegd op 26 juni 2017.
24. ↑  Mr. H.L. (Hans) s' Jacob. www.parlement.com. Geraadpleegd op 26 juni 2017.
25. ↑  DEN HAAG-AFSCHEID-SECREATRIS-GENERAAL-FINANCIEN - Geheugen van Nederland. www.geheugenvannederland.nl. Geraadpleegd op 26 juni 2017.
26. ↑  Mr. H.A.M. van den Dries. www.parlement.com. Geraadpleegd op 26 juni 2017.
27. ↑  Topambtenaar Manon Leijten van Financiën naar ACM. accountantweek.nl (25 november 2019). Geraadpleegd op 6 mei 2020.
28. ↑  Ministerie van Binnenlandse Zaken en Koninkrijksrelaties, Bas van den Dungen secretaris-generaal Financiën - Nieuwsbericht - Algemene Bestuursdienst. www.algemenebestuursdienst.nl (20 december 2019). Geraadpleegd op 6 mei 2020.
29. ↑  Repertorium van ambtsdragers en ambtenaren 1428-1861. resources.huygens.knaw.nl (15 mei 2012). Geraadpleegd op 26 juni 2017.
30. ↑  Repertorium van ambtsdragers en ambtenaren 1428-1861. resources.huygens.knaw.nl (15 mei 2012). Geraadpleegd op 26 juni 2017.
31. ↑  Mr. O.W. Stavenisse de Brauw. www.parlement.com. Geraadpleegd op 26 juni 2017.
32. ↑  Repertorium van ambtsdragers en ambtenaren 1428-1861. resources.huygens.knaw.nl (15 mei 2012). Geraadpleegd op 26 juni 2017.
33. ↑  DBNL, J.G. Frederiks en F. Jos. van den Branden, Biographisch woordenboek der Noord- en Zuidnederlandsche letterkunde · dbnl. DBNL. Geraadpleegd op 26 juni 2017.
34. ↑  C. Ringeling. www.parlement.com. Geraadpleegd op 26 juni 2017.
35. ↑  J.W.L. Brouwer, 'Hasselman, Benjamin Richard Pieter Frans (1898-1984)', in Biografisch Woordenboek van Nederland. resources.huygens.knaw.nl (12 november 2013). Geraadpleegd op 26 juni 2017.
36. ↑  L.C. Rietveld. www.parlement.com. Geraadpleegd op 26 juni 2017.
37. ↑  J.J. van Houten. www.parlement.com. Geraadpleegd op 26 juni 2017.
38. ↑  J.H. Wieffering. www.parlement.com. Geraadpleegd op 26 juni 2017.
39. ↑  Ministerie van Defensie, Secretaris-generaal Wim Geerts ambassadeur in China - Nieuwsbericht - Defensie.nl. www.defensie.nl (21 december 2018). Geraadpleegd op 22 oktober 2019.
40. ↑  Ministerie van Binnenlandse Zaken en Koninkrijksrelaties, Gea van Craaikamp secretaris-generaal Defensie - Nieuwsbericht - Algemene Bestuursdienst. www.algemenebestuursdienst.nl (18 april 2019). Geraadpleegd op 22 oktober 2019.
41. ↑  Zaken, Ministerie van Algemene, Benoeming secretaris-generaal Defensie - Nieuwsbericht - Rijksoverheid.nl. www.rijksoverheid.nl (30 juni 2023). Gearchiveerd op 30 september 2023. Geraadpleegd op 23 augustus 2023.
42. ↑  Repertorium van ambtsdragers en ambtenaren 1428-1861. resources.huygens.knaw.nl (15 mei 2012). Geraadpleegd op 26 juni 2017.
43. 1 2  Repertorium van ambtsdragers en ambtenaren 1428-1861. resources.huygens.knaw.nl (15 mei 2012). Geraadpleegd op 26 juni 2017.
44. ↑  Repertorium van ambtsdragers en ambtenaren 1428-1861. resources.huygens.knaw.nl (15 mei 2012). Geraadpleegd op 26 juni 2017.
45. ↑  Repertorium van ambtsdragers en ambtenaren 1428-1861. resources.huygens.knaw.nl (15 mei 2012). Geraadpleegd op 26 juni 2017.
46. ↑  Repertorium van ambtsdragers en ambtenaren 1428-1861. resources.huygens.knaw.nl (15 mei 2012). Geraadpleegd op 26 juni 2017.
47. ↑  Repertorium van ambtsdragers en ambtenaren 1428-1861. resources.huygens.knaw.nl (15 mei 2012). Geraadpleegd op 26 juni 2017.
48. ↑  Repertorium van ambtsdragers en ambtenaren 1428-1861. resources.huygens.knaw.nl (15 mei 2012). Geraadpleegd op 26 juni 2017.
49. ↑  Repertorium van ambtsdragers en ambtenaren 1428-1861. resources.huygens.knaw.nl (15 mei 2012). Geraadpleegd op 26 juni 2017.
50. ↑  Mr. A.E. Elias. www.parlement.com. Geraadpleegd op 26 juni 2017.
51. ↑  J.B. van der Houven van Oordt. www.parlement.com. Geraadpleegd op 26 juni 2017.
52. ↑  G.J. Staal. www.parlement.com. Geraadpleegd op 26 juni 2017.
53. ↑  DBNL, De Vraagbaak. Almanak voor Suriname 1915 · dbnl. DBNL. Geraadpleegd op 26 juni 2017.
54. ↑  Dr. E. Moresco. www.parlement.com. Geraadpleegd op 26 juni 2017.
55. ↑  Mr. M.S. Koster. www.parlement.com. Geraadpleegd op 26 juni 2017.
56. ↑  DBNL, De Vraagbaak. Almanak voor Suriname 1928 · dbnl. DBNL. Geraadpleegd op 26 juni 2017.
57. ↑  Jhr.Mr. O.E.W. Six. www.parlement.com. Geraadpleegd op 26 juni 2017.
58. ↑  J.M. Kiveron. www.parlement.com. Geraadpleegd op 26 juni 2017.
59. ↑  Commissarissen. www.nols-maatschappij.info. Gearchiveerd op 6 oktober 2022. Geraadpleegd op 25 juni 2017.
60. ↑  Ir. W.L.Z. van der Vegte. www.parlement.com. Geraadpleegd op 25 juni 2017.
61. ↑  Mr. D.G.W. Spitzen. www.parlement.com. Geraadpleegd op 25 juni 2017.
62. ↑  Mr. A.H.C. Gieben. www.parlement.com. Geraadpleegd op 25 juni 2017.
63. ↑  Ir. P.C. de Man. www.parlement.com. Geraadpleegd op 25 juni 2017.
64. ↑  Ministerie van Verkeer en Waterstaat, Benoeming drs. Siebe Riedstra bij het ministerie van Verkeer en Waterstaat. www.rijksoverheid.nl. Geraadpleegd op 24 juni 2017.
65. ↑  Mr. J.W.S.A. Versteeg. www.parlement.com. Geraadpleegd op 25 juni 2017.
66. ↑  Mr.dr. A.A. (Aart) van Rhijn. www.parlement.com. Geraadpleegd op 25 juni 2017.
67. 1 2  Dr. H.M. Hirschfeld. www.parlement.com. Geraadpleegd op 25 juni 2017.
68. ↑  Ministerie van Binnenlandse Zaken en Koninkrijksrelaties, Jan-Kees Goet secretaris-generaal bij LNV - Nieuwsbericht - Algemene Bestuursdienst. www.algemenebestuursdienst.nl (20 april 2018). Geraadpleegd op 6 mei 2020.
69. ↑  In de eerder genoemde bijlage van het politiek compendium wordt Wim van der Grinten genoemd als secretaris-generaal op Economische Zaken tussen 1949 en 1951. Hij was echter staatssecretaris.
70. ↑  Prof.Drs. G. Brouwers. www.parlement.com. Geraadpleegd op 25 juni 2017.
71. ↑  Mr. G.A. van Poelje. www.parlement.com. Geraadpleegd op 24 juni 2017.
72. ↑  Dr. H.J. Reinink. www.parlement.com. Geraadpleegd op 25 juni 2017.
73. ↑  Dr. J.H. Wesselings. www.parlement.com. Geraadpleegd op 25 juni 2017.
74. ↑  Mr. H.J. Schölvinck. www.parlement.com. Geraadpleegd op 25 juni 2017.
75. ↑  Mr. A.D. Kuiper. www.parlement.com. Geraadpleegd op 25 juni 2017.
76. ↑  Ministerie van Binnenlandse Zaken en Koninkrijksrelaties, Gert-Jan Buitendijk secretaris-generaal AZ - Nieuwsbericht - Algemene Bestuursdienst. www.algemenebestuursdienst.nl (8 mei 2020). Geraadpleegd op 12 oktober 2020.